# This Girl’s in Love with You
This Girl’s in Love with You — семнадцатый студийный альбом американской певицы Ареты Франклин, выпущенный в январе 1970 года под лейблом Atlantic Records.
Диск снискал популярность, достигнув в рейтинге Billboard 200 17 позиции и 2 позиции в рейтинге Top R&B/Hip-Hop Albums.

## Список композиций
1. «Son of a Preacher Man» (John Hurley, Ronnie Wilkins) — 3:19
2. «Share Your Love with Me» (Al Braggs, Deadric Malone) — 3:21
3. «The Dark End of the Street» (Chips Moman, Dan Penn) — 4:42
4. «Let It Be» (John Lennon, Paul McCartney) — 3:33
5. «Eleanor Rigby» (Lennon, McCartney) — 2:38
6. «This Girl’s In Love With You» (Burt Bacharach, Hal David) — 4:00
7. «It Ain’t Fair» (Ronnie Miller) — 3:22
8. «The Weight» (Robbie Robertson) — 2:59
9. «Call Me[англ.]» (Арета Франклин) — 3:57
10. «Sit Down and Cry» (Clyde Otis, Lou Stallman) — 3:52

## Участники записи
- Арета Франклин — вокал и пианино
- Дуэйн Оллмэн — гитара[1]
- Barry Beckett — клавишные
- Roger Hawkins — ударные
- Eddie Hinton — гитара
- Jerry Jemmott — бас-гитара
- Jimmy Johnson — гитара
- Jerry Weaver — гитара